# Squatina punctata
Squatina punctata is een vis uit de familie van de zee-engelen (Squatinidae) en behoort tot de superorde van haaien. Deze haai is een relatief kleine soort zee-engel die een lengte kan bereiken van 87 cm (mannetje) en 91 cm (vrouwtje).

## Naamgeving
Over deze soort heerst geen overeenstemming over de naam. Deze soort is in het verleden verward met Squatina occulta en Squatina guggenheim. De IUCN noemt deze vis gebogen zee-engel (angular angelshark) en gebruikt de naam spiny angelshark voor Squatina guggenheim.

## Leefomgeving
Squatina punctata is een bodembewonende zoutwatervis. De vis komt voor op een diepte van 10 tot 100 m op het continentaal plat in het zuidwestelijk deel van de Atlantische Oceaan voor de kust van Brazilië tot aan Noord-Argentinië.

## Relatie tot de mens
De gebogen zee-engel wordt bedreigd door de bodemsleepnetvisserij aan de kust van Zuid-Brazilië en 
Argentinië. Uit visserijstatistieken bleek dat de vangst van zee-engelen in dit gebied met 85% is afgenomen tussen 1984 en 2002 (10% per jaar). Deze haaiensoort staat als bedreigde diersoort op de Rode Lijst van de IUCN.

## Voetnoten
1. 1 2  (en) Squatina punctata op de IUCN Red List of Threatened Species
2. ↑  IUCN Shark Specialist Group 2007. Squatina punctata. In: IUCN 2009. IUCN Red List of Threatened Species. Version 2009.2. <www.iucnredlist.org>. Downloaded on 28 February 2010.